# 뉴캐슬 유나이티드 FC
뉴캐슬 유나이티드 축구 클럽(영어: Newcastle United Football Club 뉴캐슬 유나이티드 풋볼 클럽[*], NUFC)은 잉글랜드 타인 위어 주 뉴캐슬어폰타인을 연고로 하는 프로축구 클럽이다.
1892년 뉴캐슬 이스트 엔드가 뉴캐슬 웨스트 엔드를 인수·합병하면서 창단되었으며, 창단 이후부터 계속해서 사용해오고 있는 홈구장인 세인트 제임스 파크는 52,354명을 수용할 수 있는데, 이는 잉글랜드 내에서 일곱번째로 큰 규모이다. ‘맥파이스’(The Magpies; 까치들)라는 별칭으로도 불리며, 2005년 영화 《골!》의 배경이 되기도 하였다.
뉴캐슬 유나이티드는 잉글랜드 1부 리그 4회, 2부 리그(챔피언십 포함) 4회, FA컵 6회의 우승 경력이 있으며, 유럽 대회에서의 가장 큰 성과는 1969년 인터시티스 페어스컵(현 UEFA 유로파리그)에서 우승한 것이다.
뉴캐슬 유나이티드의 전통적인 유니폼 색상은 검은색과 흰색의 세로 줄무늬 상의에 검은색 하의, 검은색 양말이다. 클럽의 문양은 뉴캐슬어폰타인시의 문장(紋帳)에 두 마리의 해마가 있는 것이 특징이며, 서포터들은 자신들을 ‘툰 아미’(Toon Army)라 부른다. 지역 라이벌은 선덜랜드와 미들즈브러이며, 특히 선덜랜드와의 라이벌전은 1898년 이후로 타인 위어 더비라 불리며 잉글랜드 내에서 손꼽히는 더비 경기로 평가받는다.

## 역사

### 초창기

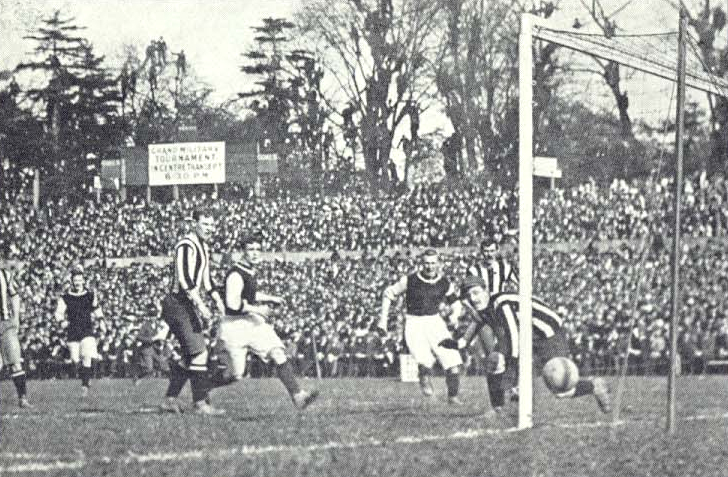
1905년 애스턴 빌라와의 FA컵 결승전

1881년 11월 뉴캐슬어폰타인의 사우스 바이커를 연고로 하고 있던 스탠리 크리켓 클럽은 축구 클럽을 창단 하였고, 이듬해 10월 클럽 명칭을 이스트 엔드(Newcastle East End Football Club)로 변경하였다. 그러는동안 1882년 8월 도시 반대편에서도 다른 크리켓 클럽이 축구에 흥미를 보이며 웨스트 엔드(Newcastle West End Football Club)라는 명칭으로 축구 클럽을 창단을 하였다.
1889년 노던 리그가 출범하고, FA컵이 인기를 끌기 시작하자 야망이 있었던 이스트 엔드는 1889년 프로로 전향하며 지역의 큰 클럽으로 도약하기 위해 1890년 유한 회사로 등록하는 등 인상적인 행보를 이어나간다. 이 와중에 웨스트 엔드는 심각한 위기에 빠져있었고, 단장은 더 이상 클럽을 유지하는 것이 힘들다고 결론을 내리게 된다. 결국 이스트 엔드가 웨스트 엔드와 그들의 홈구장 세인트 제임스 파크를 함께 인수하면서 양 클럽은 합병하게 되고, 클럽 명칭을 뉴캐슬 유나이티드로 정하게 된다
뉴캐슬 유나이티드는 1900년대에 들어와 1905년, 1907년, 1909년에 리그 우승을 3회 경험하면서 전성기를 맞이하는데, 이러한 전성기는 7년 간 다섯 차례(1905년, 1906년, 1908년, 1910년, 1911년) FA컵 결승전에 진출하면서 컵 대회에서도 계속되었다. 다만, 정작 FA컵에서 우승한 것은 1910년 구디슨 파크에서 반즐리를 상대했을 때 뿐이었다.

### 세계 대전과 그 이후
뉴캐슬 유나이티드는 1924년 FA컵 결승에 진출하였는데, 애스턴 빌라와 격돌하여 클럽 역사상 두 번째 FA컵 우승 트로피를 들어올렸다. 또한 1927년에 네 번째 리그 우승을 하였는데 이것이 가장 최근의 리그 우승 기록이기도 하다. 1932년 FA컵에서는 아스널을 상대로 2-1로 승리하여 우승하였다.

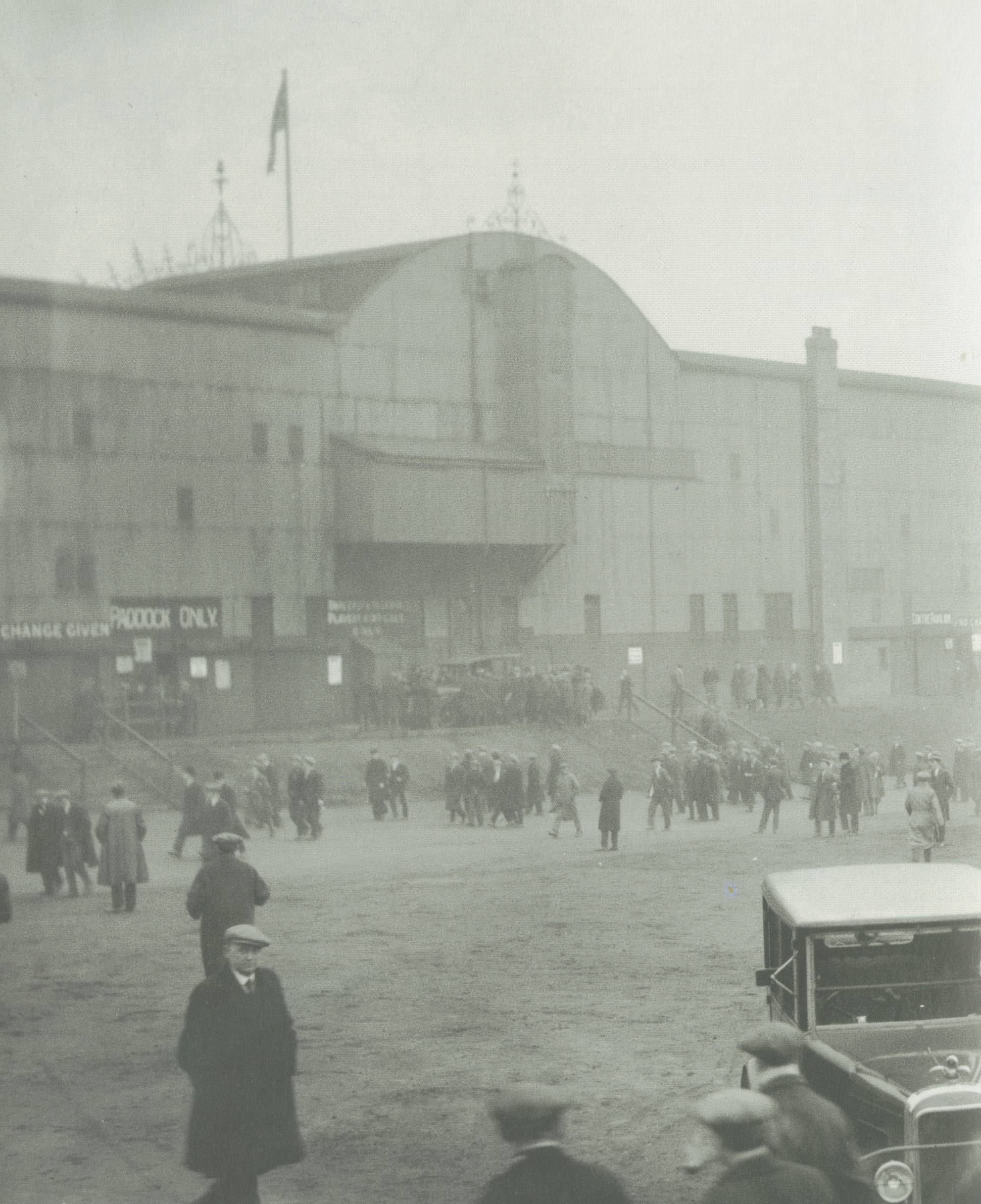
세인트 제임스 파크 (1930년)

두 번의 FA컵 우승에도 불구하고 뉴캐슬 유나이티드의 경기력은 곤두박질 쳤고, 결국 1934년 클럽 역사상 첫번째 강등을 겪게 된다. 강등 후 스탠 시모어가 단장을 맡아 제2차 세계 대전으로 인한 빈자리를 메꾸면서 클럽 리빌딩 작업에 들어갔고, 다음 전성기의 초석을 마련하였다.
1945년 제2차 세계 대전 이후 스탠 시모어는 감독으로서 클럽을 지휘하며, 1950년대에 들어와 5년 간 3번 FA컵을 우승시켰다. 그러나 다시 1950년대 후반 클럽은 삐걱대기 시작하며, 결국 2부 리그로 강등된다.
1965년, 제2차 세계 대전 이후부터 오랜 기간 클럽의 주장을 맡았던 조 하비가 감독이 되어 뉴캐슬 유나이티드를 부활시키기 위하여 돌아왔고, 스탠 시모어와 협력하여 클럽을 재정비한 후 2부 리그 우승 트로피를 들어올렸다..
조 하비가 이끄는 뉴캐슬 유나이티드는 1968년 클럽 역사상 처음으로 유럽 대회에 진출하였고, 다음 해 인터시티스 페어스컵 (현 UEFA 유로파리그) 결승에서 헝가리의 우이페슈트를 1, 2차전에서 모두 이기며 우승 트로피를 들어올렸다. 이후 1974년 리그 컵 결승에 진출했으나, 리버풀에 막혀 타인사이드로 우승 트로피를 가져오는 데에는 실패하였고, 1975년 중반 성적이 부진하자 조 하비는 팬들의 압박으로 인해 사임하였다. 작은 위안이 있다면 1974년과 1975년 연속으로 텍사코 컵에서 우승하였던 것이다.
1975-76 시즌 블랙번 로버스의 감독이었던 고든 리가 조 하비를 대신하여 감독으로 취임하였으나 보통 수준의 경기력을 보여줬고, 고든 리가 1977년 초 에버턴으로 떠나자 리처드 디니스가 감독을 맡는다. 디니스의 아래에서 선수들은 꾸준한 실력을 보이며 5위로 시즌을 마감, UEFA컵 진출권을 획득하였지만, 다음 시즌 디니스는 리그에서 10연패를 하고, UEFA컵에서도 좋지 않은 성적을 보였으며, 결국 디니스의 후임으로 빌 맥개리가 감독으로 선임된다. 그럼에도 여전히 클럽은 하락세를 이어갔고 급기야 2부 리그로 강등 되기에 이른다.
빌 맥개리는 계속해서 감독직을 맡았으나 성적은 중위권에 맴돌며 결국 1980-81 시즌 해임되었다. 이후 1982년 아서 콕스가 감독을 맡아 잉글랜드 국가대표팀 주장이었던 케빈 키건을 영입하는 등 돌풍을 일으키며 1부 리그로 승격시켰으나, 재계약과 관련하여 클럽 운영진과 입장 차이를 좁히지 못하여 감독직에서 물러나게 되었고, 클럽은 1988-89 시즌 초 리그 최하위로 시즌을 마감하고 다시 2부 리그로 강등 된다.
1989-90 시즌 다시 회복세를 보이기는 하였으나, 승격에는 실패하였으며, 다음 시즌 또한 2부 리그 중위권에 맴돌게 된다. 이후 아르헨티나 출신의 오스발도 아르딜레스가 감독에 선임되었지만, 2년 동안 끔찍한 성적을 보여주며 1992년 해임되었고, 클럽은 3부 리그로 강등 될 위기에 처한다. 강등을 피하기 위해 뉴캐슬 유나이티드에는 구원자가 필요하였고, 그 구원자는 바로 존 홀 경과 케빈 키건이었다. 1992년 존 홀 경이 클럽을 인수하였고, 케빈 키건이 오스발도 아르딜레스를 대신하여 단기 계약으로 뉴캐슬 유나이티드 감독으로 선임되어 3부 리그로의 강등은 피할 수 있었다.

### 프리미어리그 출범 이후

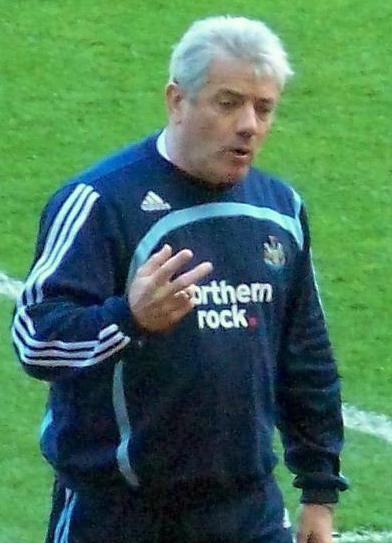
케빈 키건

1992-93 시즌 2부 리그에서 우승을 차지하고, 1부 리그로 복귀한 1993-94 시즌 리그 3위를 기록하였다. 1995-96 시즌 블랙번의 앨런 시어러를 당시 클럽 사상 최고 이적료였던 1500만 파운드에 영입하였고, 시즌 내내 프리미어리그 우승에 아주 근접해 있었지만, 아쉽게도 맨체스터 유나이티드에게 우승을 빼앗기고 만다. 1996-97 시즌 초반 리그 성적이 부진하자 케빈 키건 감독이 사임하였고, 후임으로 케니 달글리시 가 부임한다. 달글리시는 클럽 역사상 최초로 UEFA 챔피언스리그에 진출시키기는 했지만, 이후 이후 좋은 성적을 보여주지 못해 해임되고 만다. 1998-99 시즌 네덜란드 출신의 뤼트 휠릿이 뉴캐슬의 새감독으로 부임한다. 휠릿은 FA컵 준우승을 이끌었지만, 리그는 13위에 머무르며 시즌이 끝난 후 경질된다.

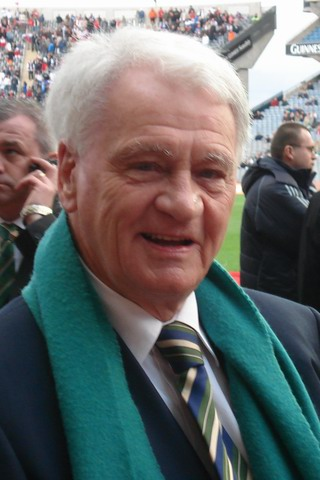
보비 롭슨 경

1999년 9월 뤼트 휠릿을 대신하여 전 잉글랜드 국가대표팀 감독이었던 보비 롭슨 경이 감독으로 임명되었다. 보비 롭슨 경의 뉴캐슬 유나이티드는 2001-02 시즌 4위를 차지하면서 UEFA 챔피언스리그에 진출하였고, 다음 시즌인 2002-03 시즌에도 3위를 기록하였지만 UEFA 챔피언스리그 예선에서 패배하여 UEFA 컵 준결승에 오르는 것에 만족해야 했고, 2003-04 시즌 5위를 기록하며 UEFA 챔피언스리그 진출권 획득에 실패하는 등 실망스러운 시즌을 보낸다. 결국 2004-05 시즌 시즌에도 좋지 않은 시작을 보이며 롭슨 경은 경질 되고 만다.
그 이후 블랙번 로버스의 감독이었던 그레엄 수네스가 롭슨 경을 대신하여 감독으로 취임하였지만, 많은 문제를 일으키며 14위에 머문다. 14위는 그 당시 뉴캐슬 유나이티드가 프리미어리그에서 기록한 가장 낮은 순위였다. 다음 시즌인 2005-06 시즌 마이클 오언, 알베르 루케 등의 유명 선수들을 영입했음에도 불구하고 성적은 강등권에 머물렀고, 수네스는 자신의 무능력함을 여실히 증명하며 2006년 2월 2일 전격 경질되었다.
수네스가 경질된 후 리저브팀의 감독이던 글렌 로더가 감독 대행을 맡아 분위기 반전에 성공하며 7위로 시즌을 마감하였고, 이를 계기로 글렌 로더는 정식 감독으로 승격된다. 2006-07 시즌 시작 전 UEFA 인터토토컵에서 우승하며 좋은출발을 보였으나, 선수들의 잦은 부상 등 악재가 겹쳐 좋은 성적을 보이지 못하자 로더는 상호 협의 아래 감독 자리에서 내려왔다. 2007년 5월 15일 샘 앨러다이스를 새 감독으로 선임하였고, 그 해 6월 7일 마이클 애슐리가 구단을 인수하였다.. 그러나 2007-08 시즌 샘 앨러다이스는 부진을 거듭하였고, 팬들의 압박 속에 경질 되고만다. 2008년 1월 16일 클럽 운영진은 11년 만에 케빈 키건을 다시 감독직으로 불러들였고, 키건은 강등권에 머무르던 팀을 구해내며 12위로 시즌을 마감한다.

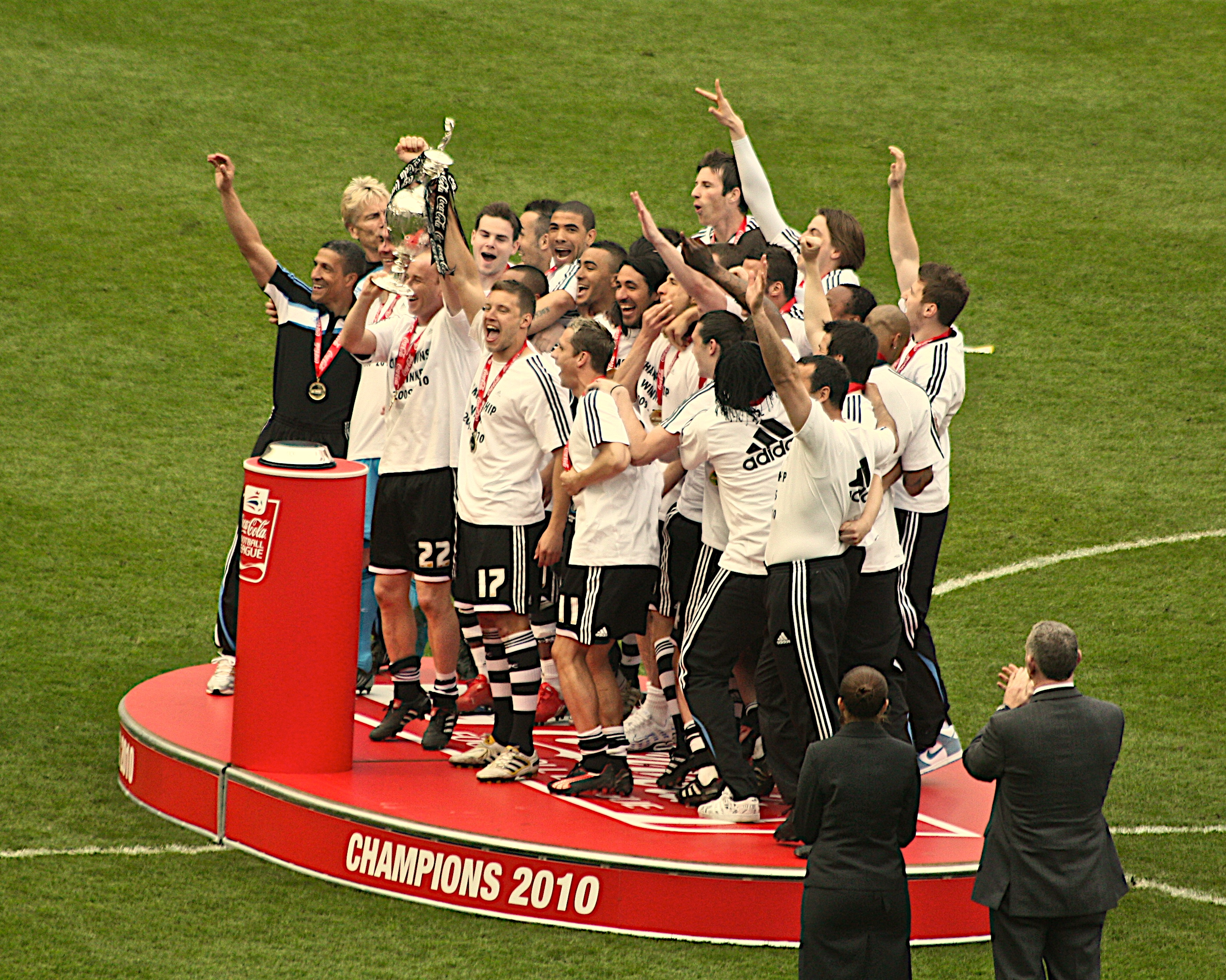
2010년 4월 풋볼 리그 챔피언십을 우승한 뉴캐슬 유나이티드

2008-09 시즌의 여름 이적 시장이 막을 내린 후 키건이 갑작스럽게 감독직을 사임하였는데 이는 선수 영입과 관련하여 감독의 독자적인 결정권을 부여 받지 못한 데에서 나온 결과였다. 이후 조 키니어가 임시로 지휘봉을 잡았으나 좋은 성적을 거두지 못했고 결국 순위는 강등권으로 떨어진다. 2009년 4월 1일 계속되는 위기에 뉴캐슬은 클럽의 전설인 앨런 시어러를 임시 감독으로 임명하는 초강수를 두지만, 리그 마지막 경기인 애스턴 빌라전에서 0-1로 패배하며 프리미어리그에서 처음으로 강등되게 된다.
뉴캐슬 유나이티드는 풋볼 리그 챔피언십에서 2009-10 시즌을 시작하게 되고, 코치였던 크리스 휴턴이 임시로 지휘봉을 잡아 좋은 성적을 거두며 정식 감독으로 승격한다. 크리스 휴턴은 뛰어난 지도력으로 시즌 종료 5경기를 남겨두고 승격을 확정 지었으며, 챔피언십 우승을 차지, 1시즌 만에 클럽을 프리미어리그로 복귀시키는데 성공한다.
2010-11 시즌 중반 크리스 휴턴이 갑작스럽게 경질되고, 새 감독으로 앨런 파듀가 선임되었다. 휴턴은 리그에서 준수한 성적을 거두고 있었기에 이 결정은 많은 논란거리가 되었고 새 감독인 파듀도 팬들의 환영을 받지 못했다. 그러나 2011-12 시즌 파듀의 뉴캐슬은 11경기 연속 무패를 이어가는 등의 돌풍을 일으키며, 리그 5위를 기록해 UEFA 유로파리그 진출권을 획득하게 된다. 그 결과로 파듀는 뉴캐슬과 8년 재계약을 체결하며 미래를 보장받았고, 2012-13 시즌 UEFA 유로파리그에서 8강 진출을 이뤄냈으며, 2013-14 시즌은 리그 10위를 기록했다.
2014-15 시즌 도중 앨런 파듀 감독이 사임하고 신임 감독을 구하지 못해 수석 코치였던 존 카버가 지휘봉을 잡는다. 그러나 카버는 부임 이후 단 3승만 기록하며 15위로 시즌을 마감한다. 2015-16 시즌, 스티브 매클래런을 새로운 감독으로 선임하고 선수영입에 많은 돈을 투자했으나 부진을 거듭하며 다시 강등 위기에 놓이게 되고 2016년 3월 11일, 뉴캐슬은 매클래런을 경질하고 전 레알 마드리드의 감독이었던 라파엘 베니테스를 데려오게 된다. 베니테스 부임 이후 경기력이 향상되며 3승 4무 3패라는 준수한 성적을 기록했으나 선덜랜드에 승점 2점차로 뒤지며 리그 18위로 시즌을 마감, 2010년 승격 이후 6년만에 강등을 맞게 되었다.
강등이 확정된 후 팀을 떠날 것으로 보였던 베니테스와 재계약에 성공한 뉴캐슬은 조르지니오 베이날뒴, 무사 시소코 등 주축 선수들을 팔고 챔피언십 경험이 있는 선수들을 위주로 영입하며 새 시즌을 준비한다. 시즌 시작 후 2연패를 당하며 불안한 출발을 했지만 레딩 전을 시작으로 6연승을 기록하며 선두로 올라섰다. 시즌 막바지에 브라이턴에게 선두를 내주기도 했지만 44라운드 프레스턴과의 경기에서 승리하며 승격을 확정지었고, 마지막 라운드에서 다시 선두를 되찾으며 역전 우승에 성공했다.

## 엠블럼과 유니폼

### 엠블럼
뉴캐슬 유나이티드의 첫 엠블럼은 뉴캐슬어폰타인시의 문장(紋帳)이었는데, 이것이 1969년부터 1976년까지 표준형으로 쓰였다. 이 엠블럼의 하단에는 라틴어로 ‘fortiter defendit triumphans’라는 시의 표어 문구가 적혀있는데, 이를 번역하면 ‘용감한 방어로 승리한다’(triumphing by brave defence)는 뜻이다.
뉴캐슬 유나이티드는 1976년부터 1983년까지 시의 문장을 대신하기 위해 새로운 엠블럼을 사용하였는데, 원형 모양의 띠에 뉴캐슬 유나이티드 정식 명칭을 두르고 뉴캐슬의 상징인 노르만식 성을 배경으로 하여 하단에는 까치 한 마리가 타인 강 앞에 서 있는 디자인이었다 1983년부터 좀 더 간단한 모양의 엠블럼이 쓰였는데, 클럽의 이니셜인 NUFC를 응용하여 원형 모양에 NUF를 적고 하단에는 C를 눕힌 형태로 쓰고 그 아래에 까치가 있는 형태의 디자인이었으나 오래가지는 못했다. 1988년부터 새로운 디자인의 엠블럼이 쓰이기 시작하였는데, 새 엠블럼은 시 문장에서 따온 고전적인 디자인으로 제작되었다. 타인사이드의 바다를 상징하는 해마 두 마리가 빨간색의 성 조지 깃발이 휘날리는 노르만식 성 모양을 받쳐주고 있고, 클럽의 상징색인 검은색과 흰색이 중앙에 있으며, 하단에는 파란색 바탕에 클럽의 명칭이 적혀있는 디자인이다. 이 엠블럼은 현재까지 사용중이다.

### 유니폼

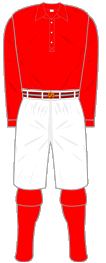
창단 초기의 유니폼

뉴캐슬 유나이티드의 역사 통틀어 가끔 어떤 감독들이 흰색 양말이 행운을 불러온다 해서 흰색 양말을 신게 한 것을 제외 하고는 흰색과 검은색의 세로줄 무늬 상의, 검은색 하의와 검은색 양말을 기본 유니폼으로 사용하였다. 뉴캐슬 유나이티드가 창단된 후 2년 동안은 합병 전의 이스트 엔드의 유니폼을 그대로 사용했는데 이 유니폼은 빨간색 상의, 흰색 하의와 빨간색 양말을 기본으로 하는 것이었다. 1894년 이후 현재 유니폼과 같은 검은색과 흰색 세로 줄무늬로 바뀌었는데, 새 유니폼은 같은 디비전에 있던 아스널과 리버풀과 혼동을 일으키기 때문에 변경되었다. 1897년까지는 회색 하의를 입었고, 1897년부터 1921년까지는 파란색 하의를 착용하였으며, 이후 현재와 같은 검은색 하의를 착용하였다.
반면 어웨이 유니폼은 일관성이 별로 없었는데 일정한 기준 없이 어웨이 유니폼은 자주 바뀌었다. 1914년부터 1961년까지 흰색 상의에 검은색 하의를 착용하였으며, 1966년까지는 흰색 하의를 착용하였다. 1967-68 시즌 노란색 상의에 파란색 하의를 입기도 하였으며, 1969년부터 1974년까지 상하의 모두 빨간색이거나 파란색인 써드 유니폼을 착용하였다. 1983년부터 1988년까지는 상하의 모두 회색을 입었다. 1993년 이후부터 어웨이 유니폼은 1년에 한번씩 매년 변경되었다. 가장 평범하지 않았던 유니폼이 1995-96 시즌과, 2006-07 시즌에 쓰였던 갈색과 파란색의 가로줄무늬 유니폼이었는데, 이것은 웨스트 엔드를 추억하기 위한 것이다.
| 2013–14 | 2014–15 | 2015–16 | 2016–17 | 2017–18 | 2018–19 | 2019–20 | 2020–21 | 2021–22 |

유니폼 제작사는 1974년 벅타로부터 시작해서 현재의 카스토어까지 이르고 있다. 가장 오랜 기간 제작을 맡은 기업은 1995-96 시즌부터 2009-10 시즌까지 15년간 제휴했던 아디다스이다. 2003년부터 뉴캐슬에 기반을 둔 지역 은행인 노던 록이 유니폼의 스폰서로 채택되었는데, 지역 자본의 스폰서를 둔 것에 대해 팬들은 큰 자부심을 느꼈다. 노던 록 이전에는 NTL, 뉴캐슬 브라운 에일, 그리널즈 비어스 같은 기업이 스폰서를 맡았다. 2011년 11월 노던 록의 부도로 계약이 해지되었고, 2012년 1월부터 노던 록을 인수한 버진 머니가 스폰서를 대신하게 되었다. 그러나 2014년까지였던 버진 머니와의 계약이 조기 종료되고, 대부업체인 웡가와 2017년까지 계약을 맺었다. 웡가와의 계약이 종료된 후에는 중국의 베팅업체인 펀88과 3년간 함께하게 되었다.

## 경기장
1891년 이스트 엔드와 웨스트 엔드가 합병되고 클럽이 창단 된 이후부터 계속해서 사용해오고 있는 홈구장 세인트 제임스 파크는 잉글랜드 북동부에서 가장 오래됨과 동시에 가장 큰 경기장이며, 잉글랜드에서 일곱번째, 영국 전체 통틀어 아홉번째로 큰 경기장이다. 최근 2012년 런던 올림픽에 사용되기도 하였다
세인트 제임스 파크에서 처음 축구를 시작한 것은 1880년 뉴캐슬 레인저스에 의해서였다. 19세기 후반에 들어서서 경기장은 30,000명의 관중을 수용할 수 있게 되었고, 1900년부터 1905년까지의 확장 공사를 통해 60,000명을 수용할 수 있게 되면서 한동안 잉글랜드에서 가장 큰 경기장이었다. 그러나 70년이 넘는 기간 동안 경기장 보수와 관련하여 다양한 발전 계획이 있었음에도 불구하고 정작 공사는 미비하여 1980년대까지 시대에 뒤떨어져 있었다. 1987년 노후한 서쪽 스탠드를 보수하여 밀번 스탠드가 들어섰고, 브래드퍼드 화재 당시 신속한 보수를 하기는 하였으나 작업의 진척이 재정 문제로 인해 느려졌다. 1992년 클럽을 인수한 존 홀 경이 모든 문제를 해결하면서 동시에 힐즈버러 참사에 따라 생긴 테일러 보고서 (영국의 모든 경기장에는 좌석이 설치되어야 한다는 조항)에 따라 1993년 리지스 엔드를 존 홀 경 스탠드로 교체 공사하였고, 그 결과 전부 좌석을 갖춘 37,000명을 수용할 수 있는 경기장이 되었다. 이후 클럽 운영진은 리지스 파크 가까운 곳에 90,000명을 수용할 수 있는 새 경기장을 건설할 계획을 세웠으나, 팬들의 반대로 무산되었고, 그 결과 세인트 제임스 파크를 확장하기로 결정, 1998년부터 2000년까지 확장 공사를 하여 현재 규모인 52,305명을 수용할 수 있게 되었다.
밀번 스탠드와 존 홀 경 스탠드가 두 층으로 되어있고 외팔보로 받쳐져 있는 것과는 반대로, 동쪽 스탠드와 갤로게이트 엔드는 한층으로 되어있고 높이도 전자들의 반 밖에 안되기 때문에 경기장이 비대칭 형태로 보이는 것이 특징이다. 갤로게이트 엔드는 한 때 지붕이 없었던 적도 있었을만큼 전통적으로 떠들썩한 뉴캐슬 팬들을 위한 스탠드이다. 최근 툰 울트라스라는 서포터 그룹이 ‘떠들썩함을 돌려 달라’는 구호를 외치며 존 홀 경 스탠드의 7층에 모였는데 이는 구장 확장 때 서포터들이 느꼈던 소외감과 확장 후 귀빈석과 서포터석이 분리 된 이유에서였다. 2007년 4월 2일 좌석으로 60,000명으로 늘리기 위한 300만 파운드 가량의 확장 계획이 발표 되었으나, 마이클 애슐리의 클럽 인수 후 파기되었다. 2009년 10월 마이클 애슐리는 클럽 수익 증대를 위해 구장 명명권 리스 계획을 발표하였고, 임시로 세인트 제임스 파크는 ‘스포츠 다이렉트 닷컴 @ 세인트 제임스 파크’(sportsdirect.com @ St James' Park Stadium)라는 명칭으로 사용되었다. 그러나 2011년 11월 10일 구장 명명권 리스가 순조롭지 않자 공식적으로 ‘스포츠 다이렉트 아레나’(Sports Direct Arena)로 경기장 명칭을 변경하였다. 잠정적으로 마이클 애슐리 소유 기업의 이름을 붙이기는 하였는데, 향후 다른 기업이 구장 명명권을 리스한다면 8,000만 파운드 이상을 지불하여야 한다. 수많은 팬들이 구장 명칭 변경에 반발하였으나, 클럽 회장인 데릭 램바이어스는 이 결정이 클럽에 많은 돈을 가져다줌과 동시에 클럽이 성장하는 데 큰 도움이 될 것이라고 역설하였다. 2012년 10월 9일 클럽은 웡가와의 새로운 스폰서 계약을 발표하면서 웡가가 구장 명명권도 구입하였다고 발표하였는데, 구장 명칭을 세인트 제임스 파크로 사용하도록 하겠다고 하였고, 이에 스포츠 다이렉트 아레나라는 명칭은 더 이상 사용하지 않게 되었다.

## 클럽 운영
뉴캐슬 유나이티드는 1895년 6월부터 유한주식회사로 운영되었다. 클럽은 1991년 존 홀 경이 지분의 72.9%를 매입할 때까지 이러한 방식으로 운영되었으며, 존 홀 경이 매입한 이후 공공유한회사로 변경되었다. 2007년 초 마이클 애슐리가 존 홀 경과 그의 아들 더글라스 홀에게 전체 지분의 41%를 매입하였고, 2007년 7월 11일까지 지분의 95%를 매입하였다
마이클 애슐리는 두 차례 클럽을 매각하려 했던 적이 있었다. 첫번째는 2008년 11월 14일 케빈 키건이 사임한 것에 대하여 팬들이 항의를 한 것에서 비롯되었으나, 적절한 구매자를 찾지 못해 2009년 5월 31일 매각안을 철회하였고, 두번째는 2009년 6월 8일 클럽이 강등된 이유로 1억 파운드에 판매하려 하였던 것인데, 이 역시 2009년 8월 무산되었다.

## 사회 공헌 활동
2008년 여름, 뉴캐슬 유나이티드는 뉴캐슬 유나이티드 재단(Newcastle United Foundation)을 설립하였다. 이 재단은 북동부 지역의 빈곤한 아이들과 가족들의 교육 증진 및 건강한 생활의 향상을 위함과 동시에 평등과 다양성 향상을 목표로 한다.
비슷한 재단으로 웨스트 브로미치 앨비언의 재단이 있으며, 축구가 사회에 공헌 활동을 하는 선도적인 예로, 애스턴 빌라가 후원하는 에이컨스 아동 병원과 토트넘 홋스퍼가 후원하는 SOS 아동 마을 UK가 있다. 이들은 지역 사회와 서포터들이 하나 되어 자선 행사와 티켓 판매 수익금을 통하여 후원 활동을 한다. 2011-12 시즌 뉴캐슬 유나이티드 재단은 38,000명이 넘는 지역 사람들을 도왔다.

## 서포터와 라이벌

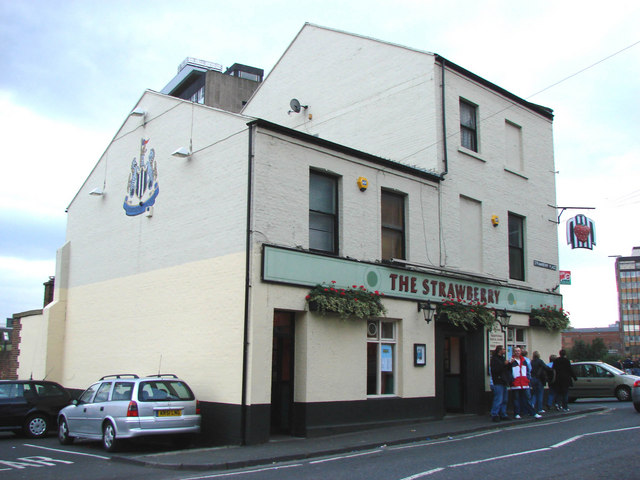
세인트 제임스 파크 앞에 위치한 스트로베리 펍. 팬들은 경기가 있는 날이면 이곳에 모여 응원을 한다.

뉴캐슬 유나이티드의 서포터들은 잉글랜드 북동부 지역 뿐만 아니라 전 세계를 걸쳐 다양하게 분포되어 있다. 서포터들은 ‘툰 아미’(Toon Army), ‘맥파이스’(The Magpies), ‘조르디’(Geordies) 등으로 불리는데, ‘툰’(Toon)이란 이름은 타운(Town)의 조르디 사투리로부터 유래하였고, ‘맥파이스’는 뉴캐슬 유나이티드의 유니폼 색상인 흰색과 검은색이 까치의 색과 비슷하다는 것에서 유래하였다. 어원에 대하여 의견이 분분한 ‘조르디’는 뉴캐슬 현지에 사는 사람들을 뜻하는데 보통 언론이나 매체에서 뉴캐슬 유나이티드를 가리킬 때 쓰인다.
2004년 영국 협동조합은행의 조사에 의하면 뉴캐슬 유나이티드의 팬들이 다른 프리미어리그 클럽과의 경기에 원정을 가기 위한 비용이 가장 높은 것으로 나타났다. 자동차든, 기차든, 버스든 모두 가장 높은 것으로 조사되었는데, 전체 이동 거리는 세계일주 거리와도 비슷한 것으로 나타났다. 2007년 버진 머니가 시즌 티켓을 갖고 있거나 돈을 내고 경기를 보는 사람에 대한 설문조사를 실시하였는데, 뉴캐슬 유나이티드의 팬들이 클럽을 위해 가장 많이 희생할 수 있는 팬들이라는 것이 증명되었다. 클럽이 2부 리그인 풋볼 리그 챔피언십에서 경기를 하던 2009-10 시즌에는 세인트 제임스 파크에 평균 43,388명의 관중이 입장하여 잉글랜드 클럽 통 틀어 4번째로 높은 평균 관중 수를 보였으며, 2011-12 시즌에는 평균 관중 49,935명으로 아스널과 맨체스터 유나이티드를 이어 3번째로 가장 많은 평균 관중 수를 기록하였다.
클럽 서포터들은 《True Faith》, 《The Mag》, 2009년 4월부터 창간된 《TOTT Magazine》같은 팬 잡지를 창간하고 있다. 보통 응원 구호와 더불어 뉴캐슬 유나이티드의 서포터들은 지방 전통 가요인 〈Blaydon Races〉를 즐겨부른다.
뉴캐슬 유나이티드의 라이벌로는 지역 라이벌인 선덜랜드와 미들즈브러가 있다. 그 중에서도 가장 오래되고 가장 치열한 라이벌 관계는 선덜랜드와의 관계이다. 양 도시는 불과 12마일 정도로 떨어져 있으며, 양 클럽 간의 더비 경기는 1883년부터 시작되어 온 타인 위어 더비인데, 이와 관련하여 직장동료, 가족, 친구조차도 갈라설만큼 치열하며, 어느 한 클럽이 승리를 거둘 때면 그 도시 시민들이 모두 좋아할 정도이다. 미들즈브러와의 더비 경기는 타인 티스 더비라 불린다.

## 기록

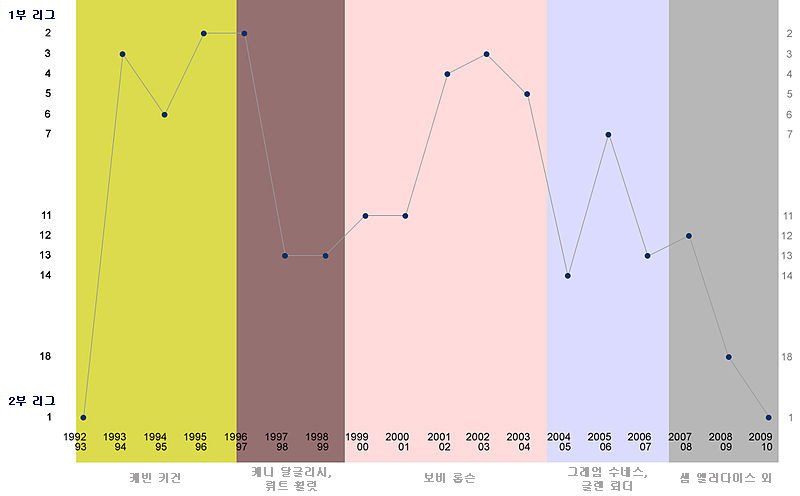
1992년부터 2009년까지의 리그 순위 그래프

뉴캐슬 유나이티드에서 경기 출전 횟수가 가장 많은 선수는 1904년부터 1921년까지 496경기를 뛴 지미 로렌스이다. 두번째는 472경기에서 37골을 기록한 프랭크 허즈페스이며, 골키퍼인 셰이 기븐은 클럽에 있는동안 아일랜드 국가대표 선수로 80회 출장하며 국가대표에 가장 많이 선발 된 선수이다.
앨런 시어러는 1996년부터 2006년까지 206골을 기록하여 2006년 2월 재키 밀번의 200골을 경신하면서 뉴캐슬 유나이티드의 최다 득점자 자리에 올라있다. 두번째인 재키 밀번은 시어러에 의해 기록이 깨지기 전까지 49년간 그 기록을 가지고 있었으며, 그의 동료였던 렌 화이트가 153골을 넣으며 세번째로 많은 득점을 기록하였다. 앨버트 스터빈스 또한 최다 득점자가 될 수 있었으나, 그의 득점 대부분이 제2차 세계 대전 기간에 넣은 것이라 인정되지 않았다. 클럽 역사상 출장당 득점이 가장 많은 선수는 휴이 갤러처이다. 174경기에 출장하여 143골을 기록, 약 82%의 득점률을 보였다. 앤디 콜은 1993-94 시즌 41골을 기록하여 단일 시즌 최다 득점 기록을 가지고 있다.
뉴캐슬 유나이티드의 최다 점수 차 승리는 1946년 2부 리그에서 뉴포트 카운티에게 13-0으로 승리한 것이고, 최다 점수 차 패배는 1895년 버턴 원더러스에게 0-9로 패배한 것이다.
뉴캐슬 유나이티드가 선수를 영입하는데 지불한 최다 이적료 액수는 4,000만 파운드로 2019년 7월 호펜하임으로부터 조엘린톤을 데려오는데 사용된 것이다. 선수 판매로 받은 최다 이적료 액수는 3,500만 파운드로 2011년 1월 앤디 캐럴을 리버풀에 팔면서 받은 것이다.
뉴캐슬 유나이티드의 역대 최다 관중 수는 68,386명으로, 1930년 9월 3일 있었던 첼시전에서 기록된 것이다. 첼시로 이적해버린 휴이 갤러처에 대한 분노와, 그들의 홈으로 다시 돌아온 옛 영웅을 환영하기 위한 인파들이 모두 모여 최다 관중 수를 기록할 수 있었다. 이 기록은 경기장 안에 있던 관중들만 헤아린 것이며 경기장 밖에도 수천의 관중들이 모여 있었다. 현재 세인트 제임스 파크의 정원이 52,305명이기에 이 기록은 쉽게 깨지지 않을 것으로 보인다.

### 주요 감독 기록
| 이름            | 국적       | 재임 기간                       | 지휘 경기 | 승  | 무  | 패  | 승률  | 우승 기록                                                                               |
| --------------- | ---------- | ------------------------------- | --------- | --- | --- | --- | ----- | --------------------------------------------------------------------------------------- |
| 앤디 커닝엄     | 스코틀랜드 | 1930년 2월 1일~1935년 5월 31일  | 251       | 105 | 45  | 101 | 41.83 | FA컵 우승                                                                               |
| 스탠 시모어     | 잉글랜드   | 1939년 9월 1일~1958년 6월 1일   | 338       | 130 | 74  | 134 | 38.46 | FA컵 우승 (2회)                                                                         |
| 더그 리빙스턴   | 스코틀랜드 | 1954년 11월 1일~1956년 1월 1일  | 99        | 43  | 20  | 36  | 43.43 | FA컵 우승                                                                               |
| 조 하비         | 잉글랜드   | 1962년 6월 1일~1975년 6월 1일   | 591       | 224 | 152 | 215 | 37.90 | 풋볼 리그 2부 우승 인터시티스 페어스컵 우승 앵글로-이탈리안컵 우승 텍사코 컵 우승 (2회) |
| 아서 콕스       | 잉글랜드   | 1980년 9월 1일~1984년 5월 24일  | 169       | 76  | 42  | 51  | 44.97 | 기린 컵 우승                                                                            |
| 케빈 키건       | 잉글랜드   | 1992년 2월 5일~1997년 1월 8일   | 251       | 138 | 51  | 62  | 54.98 | 풋볼 리그 1부 우승                                                                      |
| 보비 롭슨 경    | 잉글랜드   | 1999년 9월 3일~2004년 8월 30일  | 255       | 119 | 72  | 64  | 46.67 |                                                                                         |
| 글렌 로더       | 잉글랜드   | 2006년 2월 2일~2007년 5월 6일   | 72        | 33  | 15  | 24  | 45.83 | UEFA 인터토토컵 우승                                                                    |
| 크리스 휴턴     | 아일랜드   | 2009년 5월 24일~2010년 12월 6일 | 64        | 38  | 11  | 15  | 59.38 | 풋볼 리그 챔피언십 우승 트로페오 테레사 에레라 우승                                     |
| 앨런 파듀       | 잉글랜드   | 2010년 12월 9일~2015년 1월 2일  | 185       | 71  | 41  | 73  | 38.38 | 과디아나 트로피 우승                                                                    |
| 라파엘 베니테스 | 스페인     | 2016년 3월 11일~2019년 6월 30일 | 146       | 62  | 31  | 53  | 42.47 | EFL 챔피언십 우승                                                                       |
| 에디 하우       | 잉글랜드   | 2021년 11월 8일~현재            | 150       | 74  | 36  | 40  | 49.33 | EFL컵 우승 (2025)                                                                       |

### 우승 기록

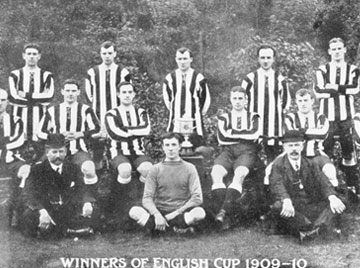
1910년 FA컵 우승 멤버

#### 리그
풋볼 리그 1부
- 우승 4회: 1904-05 시즌, 1906-07 시즌, 1908-09 시즌, 1926-27 시즌

풋볼 리그 2부 / 챔피언십
- 우승 4회: 1964-65 시즌, 1992-93 시즌, 2009-2010 시즌, 2016-17 시즌

노던 리그
- 우승 3회: 1902-03 시즌, 1903-04 시즌, 1904-1905 시즌

#### 컵
FA컵
- 우승 6회: 1910년, 1924년, 1932년, 1951년, 1952년, 1955년

FA 커뮤니티 실드
- 우승 1회: 1909년

EFL컵
- 우승 1회: 2025년

FA 유스컵
- 우승 2회: 1962년, 1985년

인터시티스 페어스컵
- 우승 1회: 1969년

UEFA 인터토토컵
- 우승 1회: 2006년[90]

앵글로-이탈리안컵
- 우승 1회: 1973년

기린 컵
- 우승 1회: 1983년

텍사코 컵
- 우승 1회: 1974년, 1975년

셰리프 오브 런던 체리티 실드
- 우승 1회: 1907년

트로페오 테레사 에레라
- 우승 1회: 2010년

과디아나 트로피
- 우승 1회: 2012년

## 선수 및 코칭스태프
|  | 2025년 7월 11일 기준 참고: 국적은 국제 축구 연맹 규정에 따른 소속 국가대표팀을 표시한다. 선수 개인은 다른 국적을 가지고 있을 수 있다. |

### 1군 선수 명단
| 등번호   | 이름                    | 국적       | 생년월일 (나이)        | 전 소속 클럽           | 입단   |        |        |        |        |
| 골키퍼   | 골키퍼                  | 골키퍼     | 골키퍼                 | 골키퍼                 | 골키퍼 | 골키퍼 | 골키퍼 | 골키퍼 | 골키퍼 |
| -------- | ----------------------- | ---------- | ---------------------- | ---------------------- | ------ | ------ | ------ | ------ | ------ |
| 1        | 마르틴 두브라우카       | 슬로바키아 | 1989년 1월 15일(36세)  | 스파르타 프라하        | 2018년 |        |        |        |        |
| 19       | 오디세아스 블라호디모스 | 그리스     | 1994년 4월 26일(31세)  | 노팅엄 포리스트        | 2024년 |        |        |        |        |
| 22       | 닉 포프                 | 잉글랜드   | 1992년 4월 19일(33세)  | 번리                   | 2022년 |        |        |        |        |
| 26       | 존 러디                 | 잉글랜드   | 1986년 10월 24일(38세) | 버밍엄 시티            | 2024년 |        |        |        |        |
| 29       | 마크 길레스피           | 잉글랜드   | 1992년 3월 27일(33세)  | 머더웰                 | 2020년 |        |        |        |        |
| 수비수   |                         |            |                        |                        |        |        |        |        |        |
| 2        | 키런 트리피어 (부주장)  | 잉글랜드   | 1990년 9월 19일(34세)  | 아틀레티코 마드리드    | 2022년 |        |        |        |        |
| 4        | 스벤 보트만             | 네덜란드   | 2000년 1월 12일(25세)  | 릴                     | 2022년 |        |        |        |        |
| 5        | 파비안 셰어             | 스위스     | 1991년 12월 20일(33세) | 데포르티보 라코루냐    | 2018년 |        |        |        |        |
| 6        | 자말 라셀스 (주장)      | 잉글랜드   | 1993년 11월 11일(31세) | 노팅엄 포리스트        | 2014년 |        |        |        |        |
| 13       | 맷 타겟                 | 잉글랜드   | 1995년 9월 18일(29세)  | 애스턴 빌라            | 2022년 |        |        |        |        |
| 17       | 에밀 크라프트           | 스웨덴     | 1994년 8월 2일(30세)   | 아미앵                 | 2019년 |        |        |        |        |
| 20       | 루이스 홀               | 잉글랜드   | 2004년 9월 8일(20세)   | 첼시                   | 2023년 |        |        |        |        |
| 21       | 티노 리브라멘토         | 잉글랜드   | 2002년 11월 12일(22세) | 사우샘프턴             | 2023년 |        |        |        |        |
| 33       | 댄 번                   | 잉글랜드   | 1992년 5월 9일(33세)   | 브라이턴 & 호브 앨비언 | 2022년 |        |        |        |        |
| 37       | 앨릭스 머피             | 아일랜드   | 2004년 6월 25일(21세)  | 골웨이 유나이티드      | 2022년 |        |        |        |        |
| 미드필더 |                         |            |                        |                        |        |        |        |        |        |
| 7        | 조엘린통                | 브라질     | 1996년 8월 14일(28세)  | 호펜하임               | 2019년 |        |        |        |        |
| 8        | 산드로 토날리           | 이탈리아   | 2000년 5월 8일(25세)   | AC 밀란                | 2023년 |        |        |        |        |
| 10       | 앤서니 고든             | 잉글랜드   | 2001년 2월 24일(24세)  | 에버턴                 | 2023년 |        |        |        |        |
| 11       | 하비 반스               | 잉글랜드   | 1997년 12월 9일(27세)  | 레스터 시티            | 2023년 |        |        |        |        |
| 23       | 제이콥 머피             | 잉글랜드   | 1995년 2월 24일(30세)  | 노리치 시티            | 2017년 |        |        |        |        |
| 28       | 조 윌록                 | 잉글랜드   | 1999년 8월 20일(25세)  | 아스널                 | 2021년 |        |        |        |        |
| 36       | 션 롱스태프             | 잉글랜드   | 1997년 10월 30일(27세) | 유소년 팀¹             | 2016년 |        |        |        |        |
| 39       | 브루누 기마랑이스       | 브라질     | 1997년 11월 16일(27세) | 올랭피크 리옹          | 2022년 |        |        |        |        |
| 67       | 루이스 마일리           | 잉글랜드   | 2006년 5월 1일(19세)   | 유소년 팀¹             | 2022년 |        |        |        |        |
| 공격수   |                         |            |                        |                        |        |        |        |        |        |
| 14       | 알렉산데르 이사크       | 스웨덴     | 1999년 9월 21일(25세)  | 레알 소시에다드        | 2022년 |        |        |        |        |
| 18       | 윌리엄 오술라           | 덴마크     | 2003년 8월 4일(21세)   | 셰필드 유나이티드      | 2024년 |        |        |        |        |

¹뉴캐슬 유나이티드 유소년 팀 출신

²임대 이적 선수

### 코칭 스태프 명단
| 직위        | 이름            | 국적     |
| ----------- | --------------- | -------- |
| 감독        | 에디 하우       | 잉글랜드 |
| 수석 코치   | 제이슨 틴달     | 잉글랜드 |
| 1군 코치    | 스티븐 퍼치스   | 잉글랜드 |
| 1군 코치    | 사이먼 웨더스톤 | 잉글랜드 |
| 1군 코치    | 그레이엄 존스   | 잉글랜드 |
| 골키퍼 코치 | 사이먼 스미스   | 잉글랜드 |
| 메디컬 팀장 | 폴 캐터슨       | 잉글랜드 |

### 역대 감독
| 감독                | 임기        |
| ------------------- | ----------- |
| 더그 리빙스턴       | 1954 ~ 1956 |
| 잭 찰턴             | 1984 ~ 1985 |
| 오스발도 아르딜레스 | 1991 ~ 1992 |
| 뤼트 휠릿           | 1998 ~ 1999 |
| 보비 롭슨           | 1999 ~ 2004 |